# تاریک‌ترین سیاه‌چال
تاریک‌ترین سیاه‌چال (انگلیسی: Darkest Dungeon) یک بازی ویدئویی در سبک نقش‌آفرینی است که توسط تیم سازنده مستقل رد هوک استودیوز توسعه یافته‌است. در ابتدا نسخه بتای بازی برافت و در نهایت در تاریخ ۱۹ ژانویه ۲۰۱۶ نسخه کامل آن برای مایکروسافت ویندوز و اواس ده منتشر شد. همچنین نسخهٔ کنسولی بازی در سپتامبر ۲۰۱۶ برای پلی‌استیشن ۴ و پلی‌استیشن ویتا عرضه شد.